# 蘇常道
蘇常道（そじょう-どう）は中華民国北京政府により設置された江蘇省の道。

## 沿革
1914年（民国3年）5月23日、清代の蘇州、常州及び通州直隷庁管轄区域に設置。道尹は呉県に置かれ、下部に呉県、常熟、崑山、呉江、武進、無錫、宜興、江陰、靖江、南通、如皋、泰興の12県を管轄した。1927年（民国16年）に廃止されている。

## 行政区画
廃止直前の下部行政区画は下記の通り。（50音順）
- 宜興県
- 呉県
- 江陰県
- 呉江県
- 崑山県
- 常熟県
- 如皋県
- 靖江県
- 泰興県
- 南通県
- 武進県
- 無錫県